# Aleuropapillatus gmelinae
Aleuropapillatus gmelinae is een halfvleugelig insect uit de familie witte vliegen (Aleyrodidae), onderfamilie Aleyrodinae.
De wetenschappelijke naam van deze soort is voor het eerst geldig gepubliceerd door David, Jesudasan & Mathew in 1988.